# Tina Hausmann

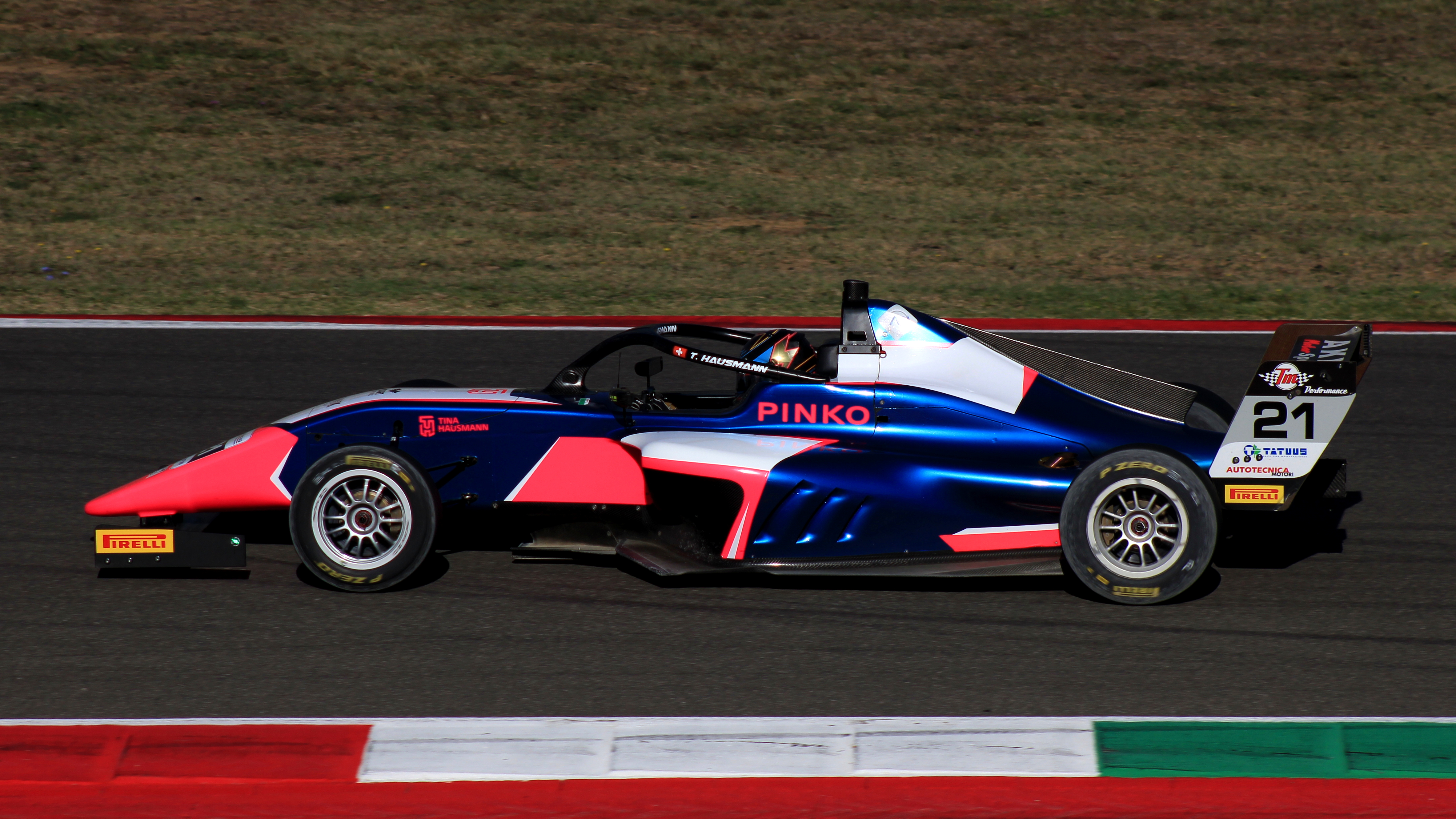
Tina Hausmann 2023 bei einem Formel-4-Rennen in Mugello

Tina Hausmann (* 5. Oktober 2006 in Zürich) ist eine schweizerische Automobilrennfahrerin. Aktuell fährt sie in der F1 Academy für Prema Racing. Zuvor fuhr sie für AKM Motorsport in der Formel 4, wo sie in der Formula Winter Series ein Podium erzielte und Meisterin der Frauen sowohl in der italienischen F4 als auch der Euro 4 wurde.

## Karriere

### Kartsport
Hausmann gab ihr Wettkampfdebüt im Kartsport bei der Rotax Max Challenge Switzerland 2019 in den Kategorien Mini und Junior und belegte den 8. und 4. Platz. 2021 kehrte sie in den Kartsport zurück und startete beim ADAC Kart Masters in der Kategorie OK. Sie hat auch an einigen Rennen in ihrem Heimatland Schweiz und auch in Deutschland teilgenommen.

### Formel 4
Ihr Debüt in der Formel 4 gab sie in der Eröffnungssaison der „Formula Winter“-Serie mit AKM Motorsport. Im ersten Rennen auf dem Circuito de Jerez belegte sie den 4. Platz und im zweiten Rennen erreichte sie mit dem 3. Platz ihr erstes Einsitzer-Podium überhaupt. Hausmann nahm danach an keinen weiteren Runden mehr teil.
Sie fuhr auch in der italienischen F4-Meisterschaft 2023 und der Euro-4-Meisterschaft 2023 für AKM Motorsport. Sie gewann den Titel als bestplatzierter weiblicher Fahrer in beiden Meisterschaften.

### F1 Academy
Hausmann fährt in der Saison 2024 in der F1 Academy, einer Rennserie nur mit weiblichen Fahrern, welche Wagen der Formel 4 nutzt, bei Prema Racing. Dabei repräsentiert sie Aston Martin.

## Statistik

### Karrierestationen
- 2019–2021: Kartsport
- 2023: Formula Winter Series (Platz 10)
- 2023: Italienische Formel-4-Meisterschaft (Platz 40)
- 2023: Euro 4 Championship (Platz 20)
- 2024: F1 Academy (Platz 11)
- 2024: Formel-4-Meisterschaft der Vereinigten Arabischen Emirate (Platz 40)
- 2025: F1 Academy

### F1 Academy
| Jahr | 1   | 1   | 2   | 2   | 3   | 3   | 4   | 4   | 5   | 5   | 6   | 6   | 7   | 7   | 7   | Punkte | Rang |
| ---- | --- | --- | --- | --- | --- | --- | --- | --- | --- | --- | --- | --- | --- | --- | --- | ------ | ---- |
| 2024 | SAU | SAU | USA | USA | ESP | ESP | NLD | NLD | SGP | SGP | QAT | QAT | UAE | UAE | UAE | 31     | 11.  |
| 2024 | 6   | 13  | DNF | DNF | 9   | 8   | 11  | 9   | 10  | 16  | 15  | C   | 15  | 9   | 4   | 31     | 11.  |
| 2025 | CHN | CHN | SAU | SAU | USA | USA | CAN | CAN | NLD | NLD | SGP | SGP | USA | USA | USA | 0      | 14.* |
| 2025 | 13  | 15  |     |     |     |     |     |     |     |     |     |     |     |     |     | 0      | 14.* |

* Saison läuft noch.
| Legende  | Legende            | Legende                                                          |
| Farbe    | Abkürzung          | Bedeutung                                                        |
| -------- | ------------------ | ---------------------------------------------------------------- |
| Gold     | –                  | Sieg                                                             |
| Silber   | –                  | 2. Platz                                                         |
| Bronze   | –                  | 3. Platz                                                         |
| Grün     | –                  | Platzierung in den Punkten                                       |
| Blau     | –                  | Klassifiziert außerhalb der Punkteränge                          |
| Violett  | DNF                | Rennen nicht beendet (did not finish)                            |
| Violett  | NC                 | nicht klassifiziert (not classified)                             |
| Rot      | DNQ                | nicht qualifiziert (did not qualify)                             |
| Rot      | DNPQ               | in Vorqualifikation gescheitert (did not pre-qualify)            |
| Schwarz  | DSQ                | disqualifiziert (disqualified)                                   |
| Weiß     | DNS                | nicht am Start (did not start)                                   |
| Weiß     | WD                 | zurückgezogen (withdrawn)                                        |
| Hellblau | PO                 | nur am Training teilgenommen (practiced only)                    |
| Hellblau | TD                 | Freitags-Testfahrer (test driver)                                |
| ohne     | DNP                | nicht am Training teilgenommen (did not practice)                |
| ohne     | INJ                | verletzt oder krank (injured)                                    |
| ohne     | EX                 | ausgeschlossen (excluded)                                        |
| ohne     | DNA                | nicht erschienen (did not arrive)                                |
| ohne     | C                  | Rennen abgesagt (cancelled)                                      |
| ohne     | keine WM-Teilnahme |                                                                  |
| sonstige | P/fett             | Pole-Position                                                    |
| sonstige | 1/2/3/4/5/6/7/8    | Punktplatzierung im Sprint-/Qualifikationsrennen                 |
| sonstige | SR/kursiv          | Schnellste Rennrunde                                             |
| sonstige | *                  | nicht im Ziel, aufgrund der zurückgelegten Distanz aber gewertet |
| sonstige | ()                 | Streichresultate                                                 |
| sonstige | unterstrichen      | Führender in der Gesamtwertung                                   |

## Privat
Tina Hausmann wuchs am Zürichsee auf. Neben ihrer Karriere im Motorsport besucht sie ein Gymnasium in Zürich.